# Ypsolopha asperella
Ypsolopha asperella là một loài bướm đêm thuộc họ Ypsolophidae. Nó được tìm thấy ở miền bắc và Trung Âu và Xibia.
Sải cánh dài 20–21 mm.
Ấu trùng ăn Apple, Crataegus và Prunus.

## Hình ảnh

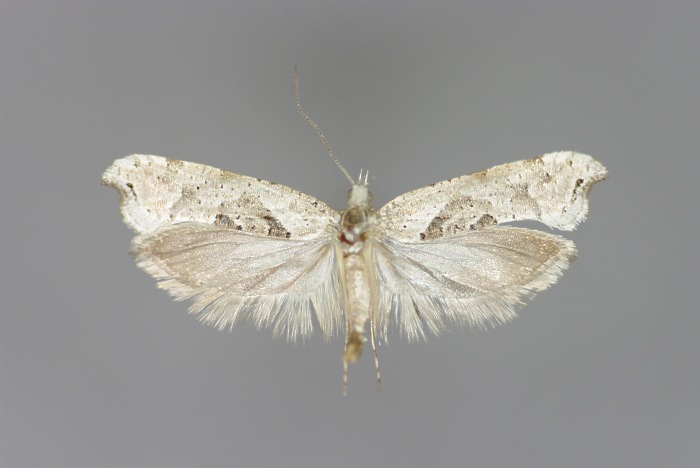
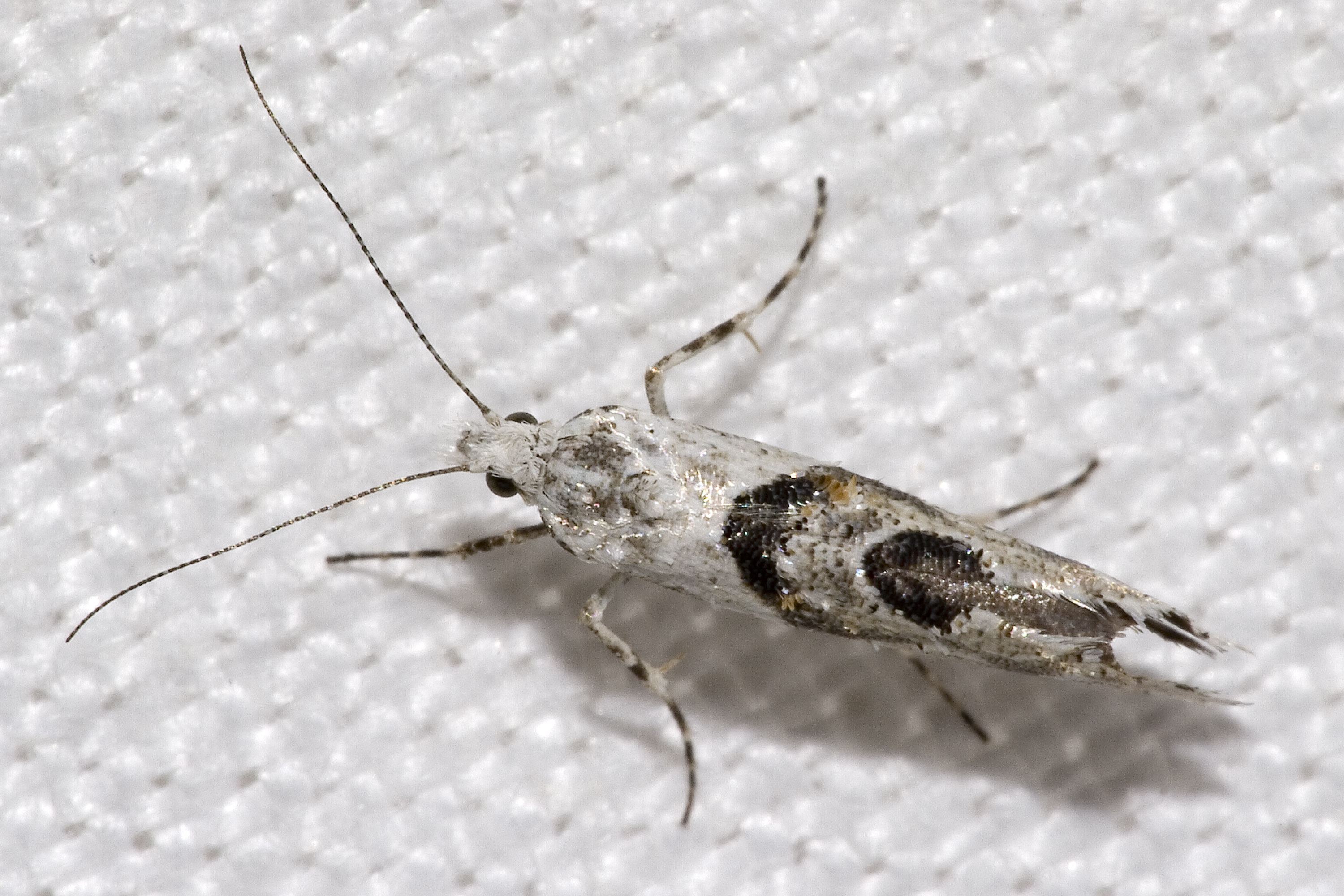